# Joseph Magliano
Joseph Magliano (Baltimore, Maryland; 1 de julio de 1969-ibídem, 15 de octubre de 2006) fue un luchador profesional estadounidense, conocido por su nombre en el ring "Jumping" Joey Maggs, que compitió en las regionales de América del Norte y promociones independientes, incluyendo la United States Wrestling Association, Smoky Mountain Wrestling y la Mid-Eastern Wrestling Federation, a pesar de que es más conocido por su paso en la World Championship Wrestling durante los inicios a mediados de 1990.

## En lucha
- Movimientos finales
  - Canadian Shocker (Enzuigiri)

- Movimientos de firma
  - Russian legsweep

## Campeonatos y logros
- Mid-Eastern Wrestling Federation
  - MEWF Mid-Atlantic Championship (1 vez)[1]

- Southern Championship Wrestling (Buck Robley)
  - SCW Southern Heavyweight Championship (2 veces)

- Southern Championship Wrestling (Jerry Blackwell)
  - SCW Tag Team Championship (2 veces) - con Tommy Rich y Ranger Ross[2]

- United States Wrestling Association
  - USWA Junior Heavyweight Championship (1 vez)[3]
  - USWA World Tag Team Championship (1 vez) – con Rex King[4]

- Pro Wrestling Illustrated
  - Situado en el # 337 de los PWI 500 en 1991.